# Karmen Gaber
Karmen Gaber (* 25. März in Žalec) ist eine slowenische Handballspielerin, die in der Disziplin Beachhandball Nationalspielerin ihres Landes ist und zudem auf internationaler Ebene als Schiedsrichterin aktiv ist.

## Leben
Gaber hat Verwaltungswissenschaft an der Universität Ljubljana und arbeitet als Assistentin des Managements bei odelo Slovenija.

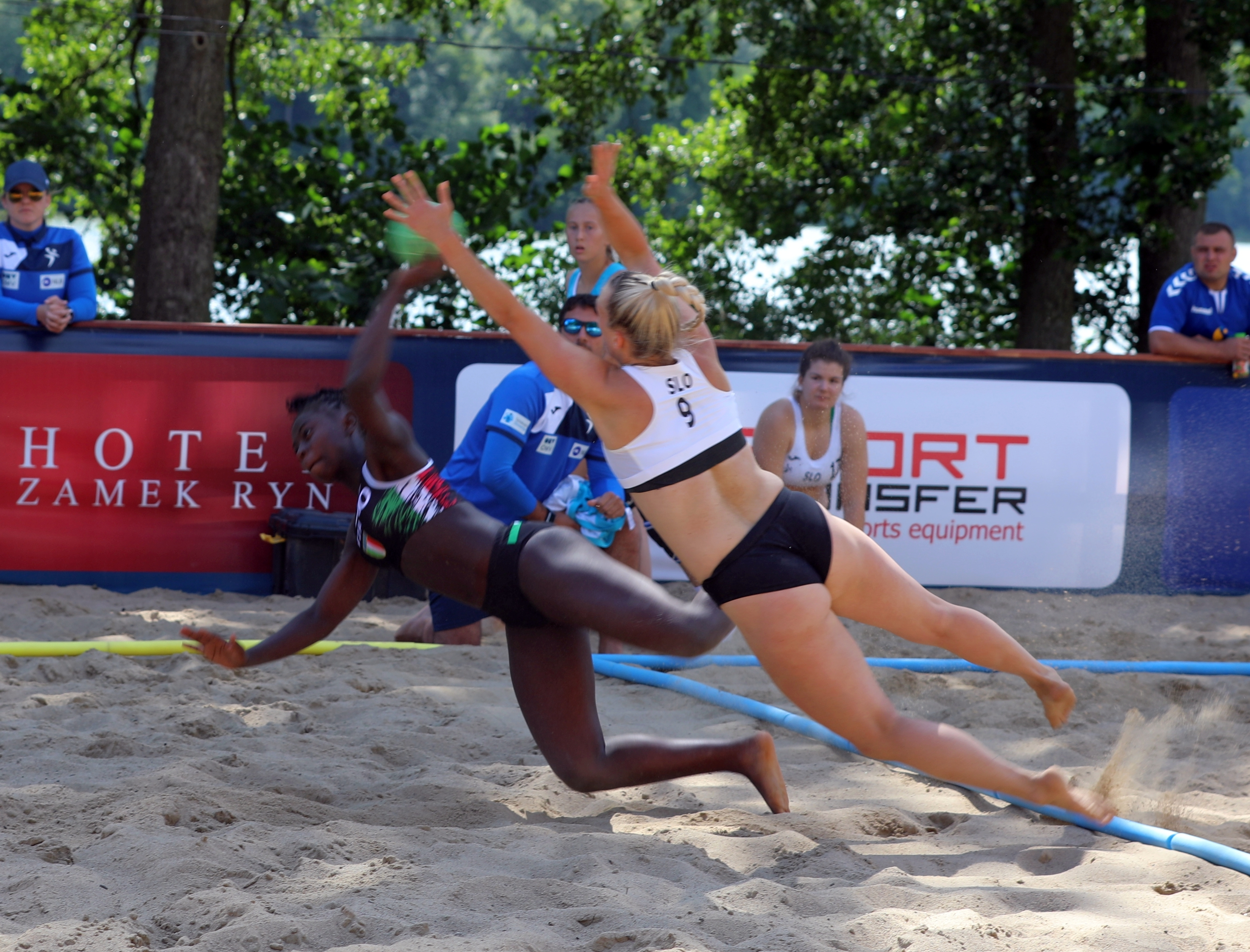
Gaber (weißes Trikot, #9) verteidigt im Vorrundenspiel der EM 2017 gegen die Italienerin Vanessa Djiogap

Gaber begann schon in der Schule mit dem Handballsport und wurde mit der Mannschaft des Gimnazija Lava 2010 nationale Vizemeisterin in ihrer Altersklasse. Mittlerweile spielt sie in der Halle für Šdrš Vrhnika. Erfolge feierte sie bislang vor allem im Beachhandball. Nachdem der slowenische Handballverband 2015 für die Mediterranean Beach Games nach 13 Jahren und überhaupt erst das zweite Mal eine Nationalmannschaft der Beachhandball-Frauen des Landes ins Leben rief, war Gaber eine der acht Frauen, die berufen wurden und in Pescara den fünften Rang belegten. Im Jahr darauf trat sie mit der Mannschaft bei einem internationalen Turnier im nordostitalienischen Oderzo an und gewann dort überlegen. Danach dauerte es wieder drei Jahre, bis Slowenien im Rahmen der Europameisterschaften 2019 in Stare Jabłonki erneut und damit erstmals bei einer kontinentalen Meisterschaft antrat. Unter den 20 teilnehmenden Mannschaften belegte Gaber mit Slowenien am Ende Rang 18. Neben Tara Jonović ist sie damit die einzige Spielerin, die bei allen drei Turnieren zum Einsatz kam. Auf Vereinsebene spielt sie im Sand für den Verein Blisk („Blitz“), mit dem sie 2020 den Titel bei den slowenischen Meisterschaften gewann und als beste Spielerin gekürt wurde.
Als Schiedsrichterin bildet Gaber ein Team mit ihrer Landsfrau Tamara Bregar. Üblicherweise sind sie national im Einsatz und pfeifen in der höchsten Frauenliga Sloweniens. Darüber hinaus sind sie auch international im Einsatz. Hier war der bislang wichtigste Einsatz beim von der Europäischen Handballföderation ausgerichteten U-17-Turnier von nicht für die U-17-Handball-Europameisterschaft der Frauen 2021 qualifizierten Mannschaften im selben Jahr in Litauen, wo sie unter anderem das Platzierungsspiel zwischen der Türkei und Litauen leiteten.